# Сёллёши, Бенедикт
Бенедикт Сёллёши (венг. Szőllősi Benedikt, 1609, Рибник — 10 или 15 декабря 1656 года, Клаштор-под-Зневом) — словацкий поэт и составитель книг.

## Биография
В 1623—1630 годах учился у иезуитов в Трнаве, в 1630 году поступил в иезуитский религиозный орден. Продолжил обучение в 1634—1636 годах в Венском университете, где изучал логику, физику и метафизику, в 1638—1639 годах в Трнаве изучал казуистику и нравственное богословие, в 1639 году был рукоположен в сан священника. В качестве священника, миссионера и преподавателя работал в разных городах Словакии (Трнава, Ужгород, Кошице, Клаштор-под-Зневом, Спишска-Капитула), а также в Венгрии (Сендрё).

## Творчество
В 1655 году составил и анонимно издал первый словацкий печатный католический сборник церковных песнопений «Cantus catholici», представлявший собой собрание одобренных церковью песен на языке, понятном простому народу. В предисловии к сборнику автор рассказывает об истоках духовного пения, подчёркивает набожность своего народа, его любовь к песням и напоминает о миссионерской деятельности Кирилла и Мефодия среди славян, а также право крещённых ими народов на использование в литургии своего родного языка. Эта идея впоследствии стала частью мифа о преемственности традиций Кирилла и Мефодия на территории Словакии.
Сборник состоит из 290 песен с нотами, причём основными в нём являются песни словацкого и в особенности чешского происхождения. В сборнике имеются не только рождественские, пасхальные и марианские песни, но также и песни поучительные и связанные с темой мирской суеты и быстротечности человеческой жизни. При этом в сборнике нет ни одной песни, посвящённой какому бы то ни было святому.

## Произведения
- 1655 — Písne katholické latinské i slovenské, nové i starodávné (Cantus catholici), первый словацкий печатный католический сборник церковных песен